# Sneakin' Sally Through the Alley
Sneakin' Sally Through the Alley was het eerste album van de Britse zanger Robert Palmer. Het kwam uit in 1974 op Island Records. De opnamen vonden plaats in New Orleans en New York.
In de Verenigde Staten bereikte het album plaats 107 in de Billboard 200 lijst van top-LP's en tapes.
De muziek op het album was sterk door soul, rhythm & blues en funk beïnvloed. Palmer kon samenwerken met enkele grote namen: Lowell George van Little Feat, The Meters met Art Neville, evenals eersterangs sessiemuzikanten als Cornell Dupree (gitaar) en Bernard Purdie (drums).
Palmer schreef de meeste nummers op het album zelf; Lowell George leverde twee nummers (waarvan een in samenwerking met Palmer), en daarnaast coverde Palmer twee nummers van Allen Toussaint, waaronder het titelnummer "Sneakin' Sally through The Alley" dat ook als single werd uitgebracht.

## Tracklist
1. "Sailin' Shoes" (Lowell George) - 2:44
2. "Hey Julia" (Robert Palmer) - 2:24
3. "Sneakin' Sally Through the Alley" (Allen Toussaint) - 4:21
4. "Get Outside" (Robert Palmer) - 4:32
5. "Blackmail" (Lowell George en Robert Palmer) - 2:32
6. "How Much Fun" (Robert Palmer) - 3:02
7. "From a Whisper to a Scream" (Allen Toussaint) - 3:32
8. "Through It All There's You" (Robert Palmer) - 12:17

## Muzikanten
- Robert Palmer: zang, gitaar, bas, drums, keyboards
- The Meters: verschillende instrumenten
- Lowell George: gitaar
- Cornell Dupree: gitaar
- Bernard Purdie: drums
- Jim Mullen: gitaar op track 2
- Steve Winwood: piano op track 8